# 白河高原スキー場

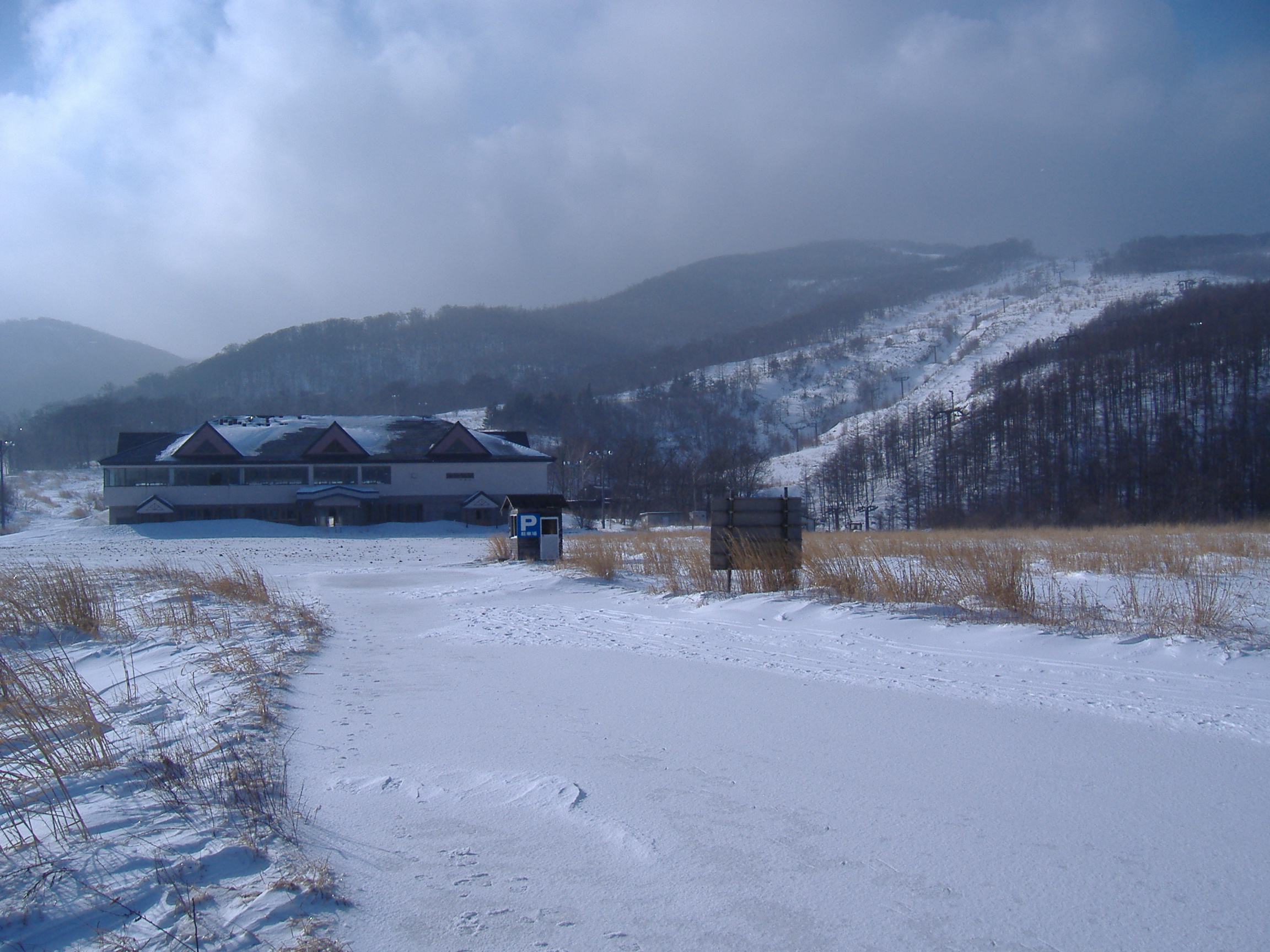
2009年の白河高原スキー場

白河高原スキー場（しらかわこうげんスキーじょう）とは、福島県西郷村にかつて存在したスキー場である。元々は「赤面山スキー場」だったが、90年代末期にリフトやセンターハウスをリニューアルして改名した。しかしリニューアル僅か数年で閉鎖した。

## 概要
コースは6コース、リフトは5本、最長滑走距離は2,600メートル、最大傾斜は30度であった。ゲレンデには人工降雪機、ナイター設備を備えていた。
今では冬の雪中登山のコースとして利用されている。2000年頃に休業～廃止されたようである。当時は那須甲子有料道路を通らないとゲレンデに辿り着けず、割高感が客離れを招いたと見る向きもある。近隣のマウントジーンズスキーリゾート那須も同様の条件下であったが、一般道の迂回路の建設に尽力したり、有料道路を通らない迂回コースの看板を大量に立てたりした後、2024年3月まで営業を続けていた。

## 補足
那須甲子有料道路は2008年8月末に普通の一般道路に変更されたが、除雪がしっかりされておらず通行は困難である。
2020年に敷地内に廃プラスチック類などを不法投棄したとして解体業の男が2021年10月20日までに逮捕されている。不法投棄された廃棄物は2021年9月29日に福島県による行政代執行で回収された。